# Cosmos 839
Cosmos 839 (en cirílico, Космос 839) fue un satélite artificial militar soviético perteneciente a la clase de satélites DS (de tipo DS-P1-M), Fue lanzado el 9 de julio de 1976 mediante un cohete Kosmos-3 desde el cosmódromo de Plesetsk.

## Objetivos
Cosmos 839 fue parte de un sistema de satélites utilizados como objetivos de prueba para el programa de armas antisatélite IS y para armas antimisiles. Los satélites del tipo DS-P1-M no se limitaban a ser satélites pasivos, sino que tenían sensores para registrar la dirección e intensidad del impacto, entre otros parámetros. El sistema estuvo en funcionamiento hasta 1983, año en que la Unión Soviética abandonó el programa de armas antisatélite.

## Características
El satélite tenía una masa de 400 kg (aunque otras fuentes apuntan a 650 kg) y forma de poliedro hexagonal. Fue inyectado inicialmente en una órbita con un perigeo de 984 km y un apogeo de 2102 km, con una inclinación orbital de 65,9 grados y un período orbital de 115,6 minutos.
Cosmos 839 fue el objetivo del interceptor Cosmos 843, lanzado doce días más tarde, pero, aparentemente, los problemas durante las maniobras impidieron la intercepción y produjeron la reentrada de Cosmos 843.
El 29 de septiembre de 1977, más de un año después de la prueba de intercepción, y cuando estaba a 1910 km de altura, los sistemas de seguimiento terrestres detectaron que Cosmos 839 se había fragmentado en 33 partes diferentes. El suceso, no relacionado con las pruebas antisatélite, tuvo como causa más probable un fallo de las baterías, según las autoridades soviéticas, y ocurriría más tarde con otros dos satélites de la misma serie: Cosmos 880 y Cosmos 1375.